# World of Warships
World of Warships è un videogioco multiplayer free-to-play, con contenuti premium a pagamento, sviluppato dall'azienda bielorussa Wargaming.net, sulle battaglie fra unità militari navali del periodo compreso fra gli anni dieci e gli anni cinquanta del XX secolo.
Il gioco è incentrato sulle battaglie tra giocatori divisi in due squadre che si scontrano in un campo di battaglia, ogni giocatore comanda attraverso mouse e tastiera la propria nave e dovrà cercare di distruggere le navi nemiche e/o conquistare la base avversaria.

## Navi
Le navi presenti nel gioco sono circa 400. Tutte riproducono unità militari navali realmente esistite, progettate o anche ipotizzate tra l’inizio del 1900 e immediatamente dopo la seconda guerra mondiale, anche se molte presentano inesattezze storiche.
Non tutte le Unità militari navali presenti in gioco sono disponibili gratuitamente: le unità denominate in gioco come "premium" sono utilizzabili esclusivamente attraverso il loro acquisto con dobloni (la valuta del gioco acquisibile tramite denaro reale), la raccolta di risorse (esperienza di gioco, carbone, acciaio o punti ricerca) o, infine, tramite il compimento di determinate missioni speciali.
Le navi sono suddivise per nazione: Stati Uniti, Giappone, Russia/Unione Sovietica, Germania, Gran Bretagna, Francia, Italia, Paesi Bassi, le nazioni facenti parte del Commonwhealth (ovvero Canada, Australia e Nuova Zelanda), Pan-Asia (le nazioni asiatiche che hanno partecipato alla guerra) Pan-America (le nazioni dell'America latina che hanno partecipato allo scontro) e la nuova arrivata Pan-Europa, che comprende Polonia, Impero Austro-Ungarico. Ogni nazione ha un suo albero tecnologico che permette lo sblocco delle Unità militari navali tramite esperienza ottenuta durante le partite. Le classi delle unità disponibili sono 4 (alcune nazioni non hanno accesso a tutte le classi): Cacciatorpediniere, Incrociatore, Corazzata e Portaerei. Ciascuna classe è a sua volta suddivisa in "Tier" (livelli) che possono andare da uno a dieci, identificati con il sistema di numerazione romano. Il 21 agosto 2019 la Wargaming ha annunciato che presto verranno introdotti i rami dei sommergibili

### Cacciatorpediniere
Il Cacciatorpediniere appartiene alla classe più piccola, ma anche più agile e veloce. Rispetto alle altre classi ha come armamento principale dei sistemi lancia siluri orientabili, posti sul ponte, e pochi cannoni di piccolo calibro molto maneggevoli e di rapido caricamento; può svolgere diversi ruoli nel gioco. I suoi compiti principali sono andare all'avanscoperta per individuare le navi nemiche; occupare basi o liberarle, attaccare e lanciare siluri. La sua bassa rivelabilità, maneggevolezza e rapidità colmano pienamente il suo svantaggio principale, causato da una corazza piuttosto leggera e facilmente danneggiabile dal nemico, tanto da poter compiere singolarmente agguati o attacchi devastanti e micidiali anche contro corazzate o più navi contemporaneamente.

### Incrociatore
L'incrociatore è la classe più maneggevole, progettata per reagire velocemente e con forza letale. Agisce come da scudo per le navi più grandi e come piattaforma antiaerea per la squadra. Può ovviamente combattere anche al fianco di altri incrociatori, utilizzando i siluri per danneggiare i nemici. La sua peculiarità è quella di essere una classe ibrida, ovvero prende la maneggevolezza e la capacità di lanciare siluri tipica del Cacciatorpediniere e prende la spessa corazza e la potenza dei cannoni della Corazzata. Questi, a seconda dell'armamento e della corazzatura possono essere leggeri, pesanti (con cannoni dai 203mm a salire) o addirittura da battaglia (c.d. "supercruiser" o "battlecruiser", con cannoni da 286mm a salire).

### Corazzata
La corazzata rappresenta la quintessenza dei "pezzi grossi" in questo gioco. La massiccia potenza di fuoco, insieme all'armatura pesante e ai cannoni secondari, rendono questo colosso una seria minaccia per le imbarcazioni più piccole e una straordinaria difesa antiaerea. L'unico punto debole di questa classe è la scarsa maneggevolezza e velocità che ne fanno una facile preda per i siluri e attacchi di gruppo. Ogni nazione le presenta dal livello 3 in su, che indica la prima corazzata monocalibro e si sviluppa includendo quelle veloci, le tascabili e super corazzate. Unica eccezione è la Mikasa, nave premium pluricalibro di livello 2.

### Portaerei
La portaerei è una nave multiruolo, in cui si prende il comando di un gruppo di volo alla volta e lo si guida all'attacco. Tutte le portaerei trasportano al massimo tre tipi di aeromobili: caccia, aerosiluranti, bombardieri da picchiata o da rimbalzo. Trasporta tre tipi di aeromobili: Bombardieri da picchiata, Aerosiluranti e Caccia. Attualmente (luglio 2021) esistono portaerei di 4 nazioni diverse ma è programmato l'inserimento a breve della quinta nazione, la Russia.
Ogni portaerei ha un numero massimo di veicoli per tipo che aumenta all'aumentare del livello.
Mentre si comanda una portaerei si può utilizzare una sola squadriglia per volta. Ognuna delle 4 nazioni che presenta portaerei ha proprie caratteristiche.
Gli USA hanno portaerei con razzi di potenza medio alta che richiedono circa 5 secondi di armamento prima di essere lanciati.
Siluri con ampia dispersione, lenti ma che causano un danno medio-alto.
Infine il punto forte delle portaerei americane sono i bombardieri da picchiata che sganciano bombe con alti danni e alta capacità incendiaria.
Tutti i velivoli degli USA sono lenti ma con molti punti vita.
La seconda nazione è l'UK che anche essa ha aerei molto lenti ma con la maggiore quantità di punti vita.
L'UK presenta razzi incendiari come gli USA ma sono meno potenti.
In generale le portaerei inglesi trasportano meno siluri di quelle degli USA (2/3) ma questi causano grandi danni. Infine caratteristica principale delle portaerei inglesi sono i bombardieri che possiedono la capacità di bombardare a tappeto.
Terza nazione nel gioco è il Giappone che presenta portaerei con velivoli molto veloci ma con punti vita medi.
I suoi caccia sono discreti per danno e per tempo richiesto per armare i razzi.
Il Giappone presenta aerosiluranti che trasportano pochi siluri (2), ma che infliggono ampi danni e che possiedono un'ampia gittata.
I bombardieri giapponesi trasportano bombe perforanti che infliggono danno notevoli se colpiscono la cittadella delle navi.
L'ultima nazione che possiede le portaerei è la Germania.
Questa nazione possiede caccia che trasportano razzi perforanti che infliggono la maggior parte del danno massimo solo se colpiscono la cittadella, il tempo di armamento dei razzi è di soli 1,5 secondi circa.
Il punto debole dei velivoli tedeschi sono gli stressanti che possiedono siluri veloci, ma che infliggono pochissimi danni e che sganciano pochi siluri.
I bombardieri tedeschi sono uguali a quelli giapponesi anche loro infatti trasportano bombe perforanti.
Caratteristica di tutti gli aerei tedeschi sono i pochissimi punti vita.

### Sommergibili
Altamente richiesti dai fan, i sommergibili sono stati annunciati il 21 agosto 2019 e hanno subito un lungo periodo di test. I sommergibili hanno quattro livelli di profondità per immergersi (superficie, periscopio d'attacco, profondità media e profondità massima per eludere il nemico e tendere imboscate). Hanno un armamento composto principalmente dai siluri a guida acustica guidati da un impulso sonar che li aggancia alle navi nemiche. L'impulso ha una durata variabile a seconda del sommergibile utilizzato e dalle "skill" dei comandanti di cui è dotato. Alcune linee di sommergibili, a partire dal tier 8, possiedono anche dei siluri normali. Alcune unità possiedono dei cannoni secondari (gestiti dall'intelligenza artificiale) e alcuni perfino primari (in cui il giocatore lo gestisce da sé). Nessun sommergibile possiede apparecchiature antiaeree.
Fino a questo momento, nel febbraio 2023, ci sono a disposizione dei giocatori tre rami sommergibili: quello tedesco (U-69, U-190 e U-2501), quello americano (Cachalot, Salmon e Balao) e infine quello inglese (Undine, Sturdy e Trashent).
Sono poi presenti anche due sommergibili premium: I-56 (giapponese) e l'S-189 (sovietico).
Come per le portaerei gli alberi tecnologici sono a livelli pari.

## Accoglienza
| Testata                          | Versione | Giudizio |
| -------------------------------- | -------- | -------- |
| Metacritic (media al 07-06-2020) | PC       | 81/100   |
| Metacritic (media al 07-06-2020) | iOS      | 77/100   |
| Metacritic (media al 07-06-2020) | PS4      | 84/100   |
| Multiplayer.it                   | PC       | 8.5/10   |
| GameSpot                         | PC       | 8/10     |
| SpazioGames.it                   | PC       | 80/100   |
| IGN                              | PC       | 8.3/10   |
| PC Gamer                         | PC       | 80/100   |
| Escapist Magazine                | PC       | 4/5      |
| Eurogamer                        | PC       | 9/10     |

Per le versioni PC, il gioco ha un punteggio del 81% su Metacritic basandosi su 29 recensioni e le sue espansioni - su PlayStation 4 e iOS - hanno (rispettivamente) un punteggio di 84 e 77 su 100. World of Warships risulta essere tra i prodotti più apprezzati del Wargaming, insieme al precedente World of Tanks.